# Serrapetrona
Serrapetrona är en ort och kommun i provinsen Macerata i regionen Marche i Italien. Kommunen hade 922 invånare (2018).